# トップエーセス
トップエーセス（英語: Top Aces）は、カナダのケベック州モントリオールに本社を置く企業。主に訓練支援を行う航空民間軍事会社である。

## 概要

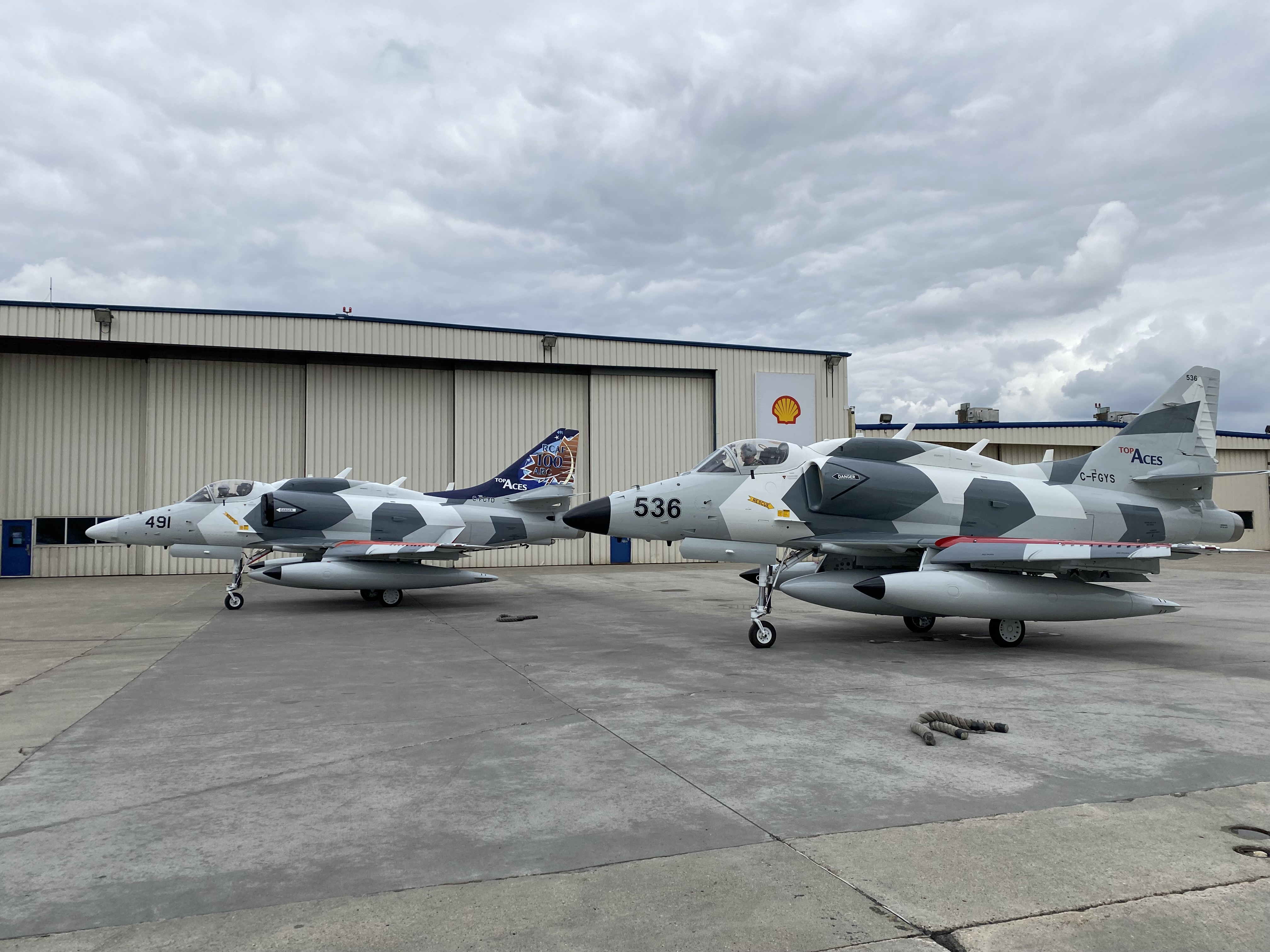
トップエーセス社のA-4N

カナダ空軍のCF-18 ホーネットのパイロットが退役後に創業した企業である。当初はDAディフェンス（Discovery Air Defence Services Inc.）という社名であり、2017年に現在の社名に改称した。また2013年には、メサに本社を置くアドバンスト・トレーニングシステムズ・インターナショナル（ATSI）社を傘下に収めている。
2005年8月にはカナダ空軍からの初の契約として、アルファジェットAを使った訓練支援を受注した。アルファジェットは仮想敵機としての業務にも投入されたものの、荷が重かったのか、2016年には傘下のATSI社からA-4N 7機とTA-4J 1機の移管を受け、契約が増えてくると更にA-4N 14機を追加購入した。
2021年にはイスラエル空軍を退役したF-16A/Bネッツを18機購入した。
また軍用機以外にも、リアジェット35も運用しており、アルファジェットとともにカナダ空軍航空宇宙戦闘センターの第414電子戦支援飛行隊 (414EWSS) の指揮下で、電子戦アグレッサーとしての業務にあたっている。